# Jiang (grade)
Pour les articles homonymes, voir Jiang.
Jiang (chinois simplifié : 将 ; chinois traditionnel : 將 ; pinyin : jiàng ; Wade : chiang ; japonais : 将 (Shō) ; hanja : 將 ; RR : Jang) est un grade militaire porté par les officiers généraux dans certaines armées d'Asie de l'Est. Ce grade est utilisé à la fois en Chine et en République de Chine (Taiwan). L'Armée populaire de libération et la Police armée du peuple utilisent trois niveaux pour ce grade, l'Armée de la république de Chine en utilise quatre.

## Chine

### Armée populaire de libération
| Rank group            | Officiers généraux    | Officiers généraux    | Officiers généraux    |
| --------------------- | --------------------- | --------------------- | --------------------- |
|                       | 上将 Shàngjiàng       | 中将 Zhōngjiàng       | 少将 Shàojiàng        |
| PLA Ground Forces     | General               | Lieutenant General    | Major General         |
| PLA Ground Forces     |                       |                       |                       |
| PLA Navy              |                       |                       |                       |
|                       |                       |                       |                       |
| PLA Air Force         | General               | Lieutenant General    | Major General         |
| PLA Air Force         |                       |                       |                       |
| People's Armed Police | General               | Lieutenant General    | Major General         |
| People's Armed Police |                       |                       |                       |
|                       | 上将 Shàngjiàng       | 中将 Zhōngjiàng       | 少将 Shàojiàng        |
| Rank group            | General/flag officers | General/flag officers | General/flag officers |

## Taiwan
| Rank group                               | General/flag officers        | General/flag officers        | General/flag officers | General/flag officers |
| ---------------------------------------- | ---------------------------- | ---------------------------- | --------------------- | --------------------- |
|                                          | 一級上將 It-kip siōng-chiòng | 二級上將 Jī-kip siōng-chiòng | 中將 Tiong-chiòng     | 少將 Siáu-chiòng      |
| Armée de terre de la république de Chine |                              |                              |                       |                       |
|                                          |                              |                              |                       |                       |
| Marine de la république de Chine         |                              |                              |                       |                       |
|                                          |                              |                              |                       |                       |
| Force aérienne de la république de Chine |                              |                              |                       |                       |
|                                          |                              |                              |                       |                       |
| Taïwan Marines                           |                              |                              |                       |                       |
|                                          |                              |                              |                       |                       |
|                                          | 一級上將 It-kip siōng-chiòng | 二級上將 Jī-kip siōng-chiòng | 中將 Tiong-chiòng     | 少將 Siáu-chiòng      |
| Rank group                               | General/flag officers        | General/flag officers        | General/flag officers | General/flag officers |

## Corée du Nord

### North Korea
| Rank group                        | General/flag officers | General/flag officers | General/flag officers | General/flag officers |
| --------------------------------- | --------------------- | --------------------- | --------------------- | --------------------- |
|                                   | 대장 Daejang          | 상장 Sangjang         | 중장 Chungjang        | 소장 Sojang           |
| Armée populaire de Corée          | Captain general       | Superior general      | Middle general        | Junior general        |
| Armée populaire de Corée          | Army General          | Colonel General       | Lieutenant General    | Major General         |
| Marine populaire de Corée         |                       |                       |                       |                       |
| Admiral of the Fleet              | Admiral               | Vice Admiral          | Rear Admiral          |                       |
| Force aérienne populaire de Corée | Captain General       | Superior General      | Middle General        | Junior General        |
| Force aérienne populaire de Corée | Army General          | Colonel general       | Lieutenant general    | Major general         |
|                                   | 대장 Daejang          | 상장 Sangjang         | 중장 Chungjang        | 소장 Sojang           |
| Rank group                        | General/flag officers | General/flag officers | General/flag officers | General/flag officers |

### South Korea
| Rank group   | General/flag officers | General/flag officers | General/flag officers | General/flag officers |
| ------------ | --------------------- | --------------------- | --------------------- | --------------------- |
|              | 대장 Daejang          | 중장 Jungjang         | 소장 Sojang           | 준장 Junjang          |
| Armed Forces |                       |                       |                       |                       |
|              | 대장 Daejang          | 중장 Jungjang         | 소장 Sojang           | 준장 Junjang          |
| Rank group   | General/flag officers | General/flag officers | General/flag officers | General/flag officers |